# Chronische inflammatoire bindweefselziekten
 Chronische inflammatoire bindweefselziekten is de verzamelnaam voor chronische auto-immuunaandoeningen die gemeenschappelijke symptomen en kenmerken hebben en het bindweefsel treffen.

## Overzicht
- Lupus of lupus erythematodes
- Sclerodermie
- Syndroom van Sjögren
- Polymyositis
- Dermatomyositis
- Vasculitis
- Gemengde bindweefselziekte (mixed connective-tissue disease of MCTD)